# Nizozemsko na Eurovision Song Contest 2008
Nizozemsko si vybralo svého reprezentanta na Eurovision Song Contest 2008 interně. Dne 23. listopadu 2007 bylo rozhodnuto, že Hind bude zastupovat Nizozemsko v Bělehradě s písní "Your Heart Belongs to Me". Aby mělo Nizozemsko možnost se účastnit finále, muselo nejprve zazpívat v 1. semifinále, dne 20. května 2008. Nizozemsko se však nedokázal kvalifikovat do finále soutěže, které se konalo 24. května. Vysledky finálového hlasování Nizozemska na Eurovision Song Contest 2008 ohlašovala Esther Hart.

## Eurovision Song Contest 2008
| 12 bodů | Arménie             |
| 10 bodů | Belgie              |
| 8 bodů  | Řecko               |
| 7 bodů  | Bosna a Hercegovina |
| 6 bodů  | Izrael              |
| 5 bodů  | Norsko              |
| 4 bodů  | Ázerbájdžán         |
| 3 bodů  | Rumunsko            |
| 2 bodů  | Rusko               |
| 1 bodů  | Irsko               |

| 12 bodů | Arménie             |
| 10 bodů | Turecko             |
| 8 bodů  | Srbsko              |
| 7 bodů  | Bosna a Hercegovina |
| 6 bodů  | Řecko               |
| 5 bodů  | Portugalsko         |
| 4 bodů  | Norsko              |
| 3 bodů  | Izrael              |
| 2 bodů  | Ázerbájdžán         |
| 1 bod   | Rusko               |

| 12 bodů | 10 bodů | 8 bodů                          | 7 bodů | 6 bodů |
| ------- | ------- | ------------------------------- | ------ | ------ |
|         |         | Belgie                          | Norsko |        |
| 5 bodů  | 4 body  | 3 body                          | 2 body | 1 bod  |
|         |         | Arménie · Rumunsko · San Marino |        | Izrael |